# Бритомартида
Бритомартида, (грч. Βριτομαρτις, Britomartis), је кћерка бога Зевса и Крићанке Карме, коју је Артемида узвисила међу богове.
Бритомартида је, под различитим именима поштована као богиња и заштитница ловаца и рибара.
- На острву Криту као Диктина
- На острву Егини ка Афеја
- На острву Самос као Бритомартида

## Митологија
Бритомартиду је, због велике љубави према њој прогонио критски краљ Минос, и када је једном приликом Бритомартида, пред њим почела бежати, заплела се у мрежу коју је на морској обали разапела богиња лова Артемида. Артемида је већ раније заволела Бритомартиду због њене љубави према лову, па ју је спасила судбине смртне жене и прогона Миноса тако што је узвисила међу богове.
Бритомартида је после тога постала заштитник ловаца и рибара, а после је била и заштитник морских обала и лука. Поштовали су је највише на Криту, и то по именом Диктина, а на острву Егини као Афеју. Под именом Бритомартида су је поштовали само на острву Самос.